# Кра (провлак)
Вижте пояснителната страница за други значения на Кра.
Кра (на тайски: กิ่วกระ) е провлак в Тайланд, съединяващ полуостров Малака на юг с останалата част на полуостров Индокитай. На запад граничи с Андаманско море, а на изток – с Тайландския залив. Източната част принадлежи на Тайланд, докато западната частично влиза в територията на Мианмар. Най-тясната част на провлака е разположена между естуара на Кра на запад и залива Сави на изток, широка е 44 km. Максималната надморска височина е 75 m. Изграден е от гранити. Покрит е с влажни тропически гори. На източния му бряг е разположен град Чупхон, административен център на едноименната провинция.